# 임장
임장(任章, 1568년~1619년)은 조선의 문신으로, 본관은 전주(全州), 자는 후이(厚而), 호는 임은(林隱)이다.

## 생애
1605년 증광문과에 을과로 급제해 시강원설서, 승정원주서·예문관대교, 형조좌랑·정언, 부수찬·지평·수찬 등을 역임한 뒤, 1610년 헌납이 되었고, 이어 이조좌랑·이조정랑 등을 지냈다. 인조반정 직후인 1623년 임해군의 치죄를 주장하였다는 것으로 파직되었다.